# Selenocosmia himalayana
Selenocosmia himalayana é uma espécie de aranha pertencente à família Theraphosidae (tarântulas).